# 2017年奧地利議會選舉
2017年奧地利議會選舉於10月15日舉行。奥地利人民党取得國民議會183個議席中的62席，上屆選舉第一大黨奥地利社会民主党則取得52席居次位，奥地利自由党取得51席。奧地利人民黨（ÖVP）成為國民議會中最大的黨派。NEOS－新奧地利和自由論壇名列第四，有10個席位，彼得·皮爾茲名單（在選戰開始時與绿党－绿色替代分道揚鑣）第一次進入議會，排在第五位，擁有8個席位。上屆取得24個席位的綠黨－綠色替代則未能跨越4％的門檻，沒有得到席位。
選舉前共有889,193人要求以郵寄方式投票，創下歷屆選舉的新高，較2013年選舉時668,810人要求郵寄投票大幅增加。郵寄投票的點票於2017年10月16日開始，最終點票結果於10月19日宣佈。
自2013年上次選舉以來，奥地利社会民主党一直是最大的黨派，自2007年以來一直領導政府。
聯盟中最強大的黨的領導人，如果有的話，通常會成為總理。僅在選舉前五個月就被任命為人民黨領導人的塞巴斯蒂安·库尔茨（Sebastian Kurz）在選舉之夜宣稱獲得勝利，外界認為他將會成為歐洲最年輕的政府首腦。然而，時任總理、社民黨領導人克里斯蒂安·克恩表示願意考慮與自由黨組建聯合政府——儘管他表示這樣一個聯盟的可能性非常小。
10月20日，庫爾茨被正式邀請組建政府，並於4天后與奥地利自由党領導人海因茨-克里斯蒂安·斯特拉赫開始商談。庫爾茨計劃在聖誕節之前建立一個新的政府，同時成為全球最年輕的總理。

## 選舉結果
|                                                           |                          |           |      |      |        |
| 政黨                                                      | 政黨                     | 得票      | %    | 議席 | +/–    |
|                                                           | 奥地利人民党             | 1,595,526 | 31.5 | 62   | +15    |
|                                                           | 奥地利社会民主党         | 1,361,746 | 26.9 | 52   | 0      |
|                                                           | 奥地利自由党             | 1,316,442 | 26.0 | 51   | +11    |
|                                                           | NEOS－新奧地利和自由論壇 | 268,518   | 5.3  | 10   | +1     |
|                                                           | 彼得·皮爾茲名單          | 223,543   | 4.4  | 8    | 新     |
|                                                           |                          |           |      |      |        |
|                                                           | 绿党－绿色替代           | 192,638   | 3.8  | 0    | –24    |
|                                                           | 我的票重要！             | 48,234    | 1.0  | 0    | 新     |
|                                                           | 奥共加                   | 39,689    | 0.8  | 0    | 0      |
|                                                           | 白人                     | 9,167     | 0.2  | 0    | 新     |
|                                                           | 奧地利自由名單           | 8,889     | 0.2  | 0    | 新     |
|                                                           | 为了未来新运动           | 2,724     | 0.1  | 0    | 新     |
|                                                           | 政治无家可归者           | 761       | 0.0  | 0    | 新     |
|                                                           | 社會主義左翼黨           | 713       | 0.0  | 0    | 0      |
|                                                           | 退出歐盟黨               | 693       | 0.0  | 0    | 0      |
|                                                           | 奥地利基督教党           | 425       | 0.0  | 0    | 0      |
|                                                           | 男人黨                   | 221       | 0.0  | 0    | 0      |
| 無效票或空白票                                            | 無效票或空白票           | 50,952    | –    | –    | –      |
| 總計                                                      | 總計                     | 5,120,881 | 100  | 183  | 0      |
| 已登記選民／投票率                                        | 已登記選民／投票率       | 6,400,993 | 80.0 | –    | ▲ 5.1% |
| 來源：奧地利內政部Archive.today的存檔，存档日期2017-10-15 |                          |           |      |      |        |

各州得票最高的政黨

各縣得票最高的政黨

各市鎮得票最高的政黨（灰色是平手）

奧地利觀察家預料人民黨將會與自由黨結盟，讓國家走右翼之路。分析人士認為此次選舉使極右翼政黨繼2002年後再次有機會參與組建聯合政府，標誌着奧地利政治正向右傾斜。

## 政府組建
2017年10月20日，奧地利總統亞歷山大·范德貝倫正式指示人民黨領導人塞巴斯蒂安·库尔茨籌組新政府。
10月24日，塞巴斯蒂安·庫爾茨正式邀請奧地利自由黨組建聯合政府。奧地利自由黨接受了這個提議，並於10月25日星期三開始了第一次談判。
12月16日，人民黨黨魁塞巴斯蒂安·庫爾茨和自由黨黨魁海因茨-克里斯蒂安·斯特拉赫在新聞發布會上正式宣佈新的聯合政府組成。人民黨將獲得8個內閣職位，自由黨則獲得6個，兩黨也將各自得到一個額外的國務卿。范德貝倫總統批准了將於12月18日宣誓就職的新政府。
12月18日由塞巴斯蒂安·庫爾茨領導的新政府宣誓就職。

## 延伸閱讀
- 奧地利大選2017，歐Look網上教學平台